# Cteniscus pulchellus
Cteniscus pulchellus là một loài tò vò trong họ Ichneumonidae.